# Chloroselas argentea
Chloroselas argentea is een vlinder uit de familie van de Lycaenidae. De wetenschappelijke naam van de soort is voor het eerst gepubliceerd in 1932 door Norman Denbigh Riley.

## Verspreiding
De soort komt voor in Zimbabwe.

## Waardplanten
De rups leeft op Brachystegia spiciformis  (Fabaceae).